# Iglesia de San Salvador de los Caballeros (Toro)
La iglesia de San Salvador de los Caballeros en Toro (provincia de Zamora, España) es una obra de principios del siglo XIII, de estilo románico-mudéjar. El templo perteneció a los Templarios hasta la extinción de los mismos, momento en el cual se convirtió en parroquia. En la actualidad es un museo de arte sacro donde se guardan piezas que han ido llegando de las distintas parroquias cerradas o bien con pocas posibilidades de custodia. Una maqueta a escala de este edificio se encuentra en el Parque temático Mudéjar de Olmedo.

## Historia

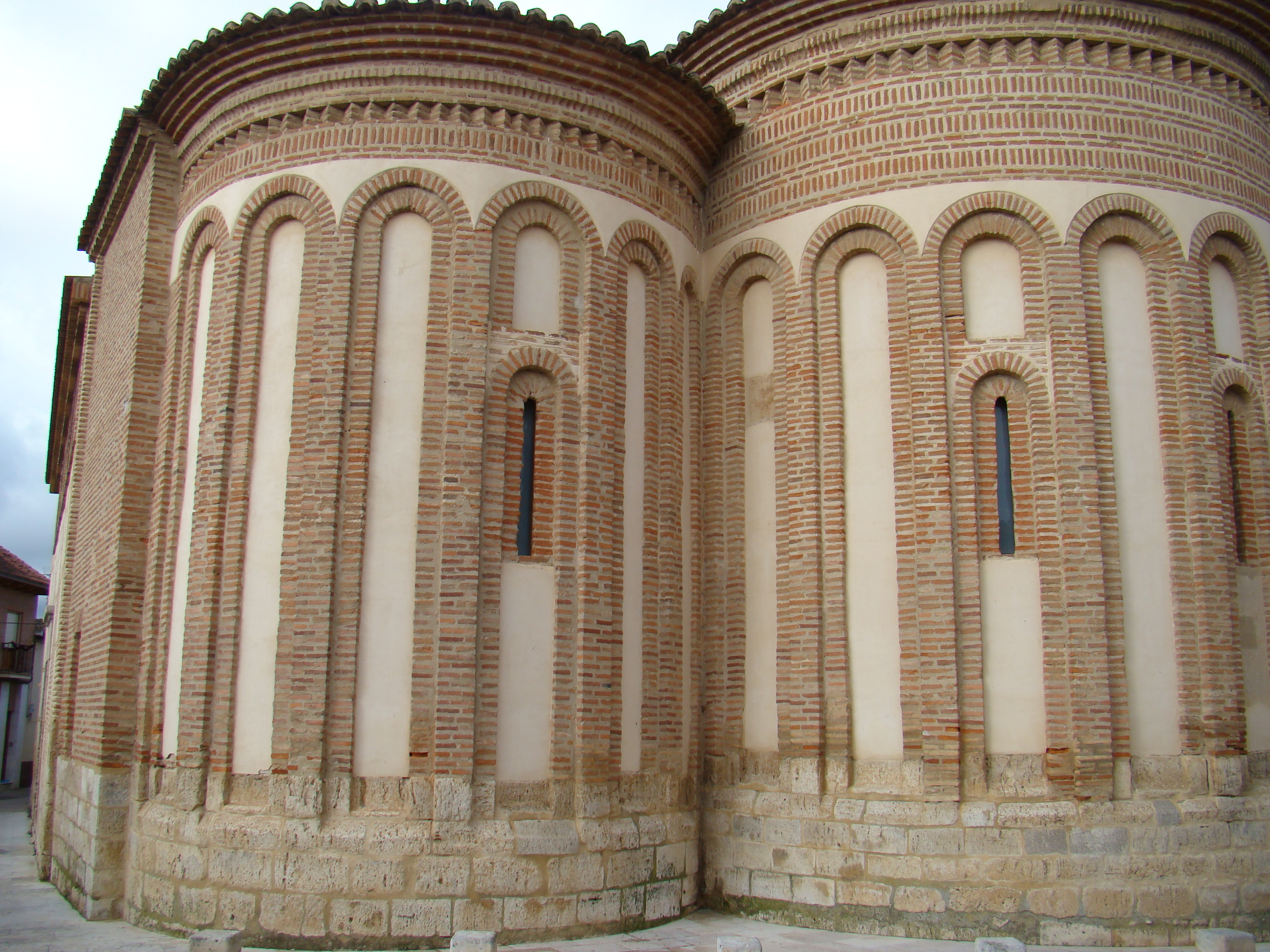
Ábsides

Fue edificada en los primeros años del siglo XIII por los monjes templarios que poseían en Toro otras dos iglesias, la de Santa María del Temple y Santa María la Nueva. Los documentos atestiguan que antes de la disolución del Temple en 1312, la iglesia ya estaba regentada por el clero secular. Durante siglos fue parroquia del barrio hasta que en 1896 perdió ese uso y se fue deteriorando hasta llegar a un estado lamentable. El 18 de mayo de 1929 la iglesia fue declarada Monumento Histórico Artístico Nacional, lo que la salvó de la ruina pues se ocuparon de ella en alguna medida. Después se hicieron varias obras de restauración y consolidación y, finalmente, la Junta de Castilla y León se ocupó de reestructurarla para dedicarla a museo de imágenes y piezas medievales.

## Arquitectura del edificio

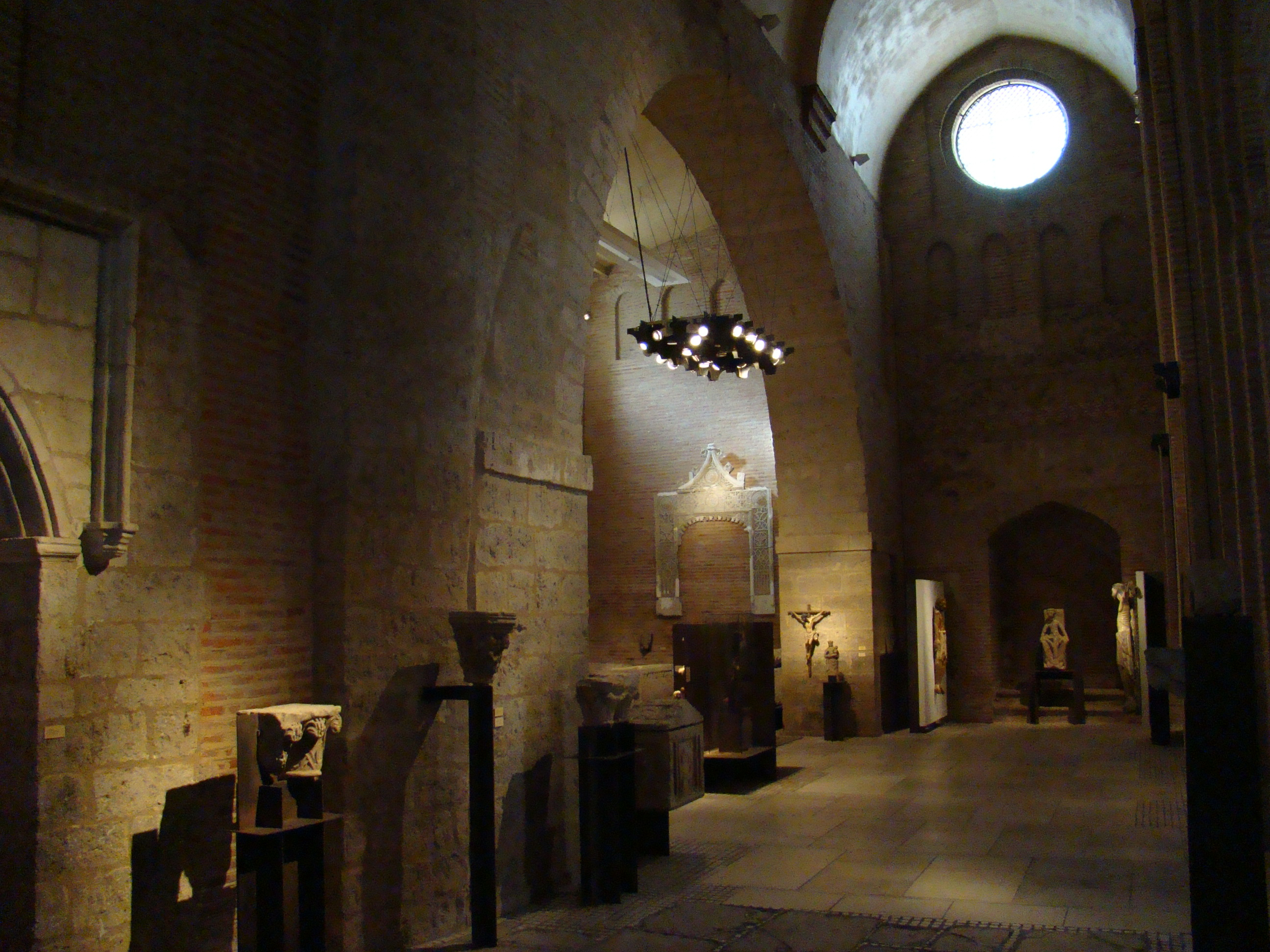
Interior de la iglesia donde pueden apreciarse algunas piezas del museo.

Existía una torre más antigua, en talud (que hoy está desmochada) por lo que su planta fue acondicionada a ella, haciendo más corta la nave sur, reducida a un solo tramo.
Está estructurada en tres naves, con las laterales abovedadas, finalizadas en ábsides precedidos de tramos presbiterales rectos. El ábside central de la cabecera prevalece tanto en planta y altura como en ornamentación respecto a las laterales. 
En el exterior, la cabecera se reviste con arquería ciega y doblada con nueve arcos semicirculares sobre los que van tres franjas de ladrillo en vertical, además de un friso de esquinillas, seguido de una cornisa de nacela y un alero, todo ello común a la manera de construir del mudéjar; en tres de los arcos semicirculares se disponen saeteras bajo arcos de medio punto. En las laterales se ordenan de similar forma, salvo con una sola saetera y banda a sardineles sobre el trasdós de sus seis arcos. Las arquerías se disponen asimismo en el hastial Oeste, donde se abre una puerta de arco, flanqueada por tres arquivoltas sobre jambas escalonadas con impostas de nacela, y un friso de sardinel entre dos de esquinillas en el trasdós. 
Al interior, la cabecera presenta dos arquerías semicirculares, separadas por un friso de esquinillas, la superior adjunta al friso sardineles y cornisa de nacela; las cubiertas son de bóvedas de horno para los semicírculos y de cañón apuntados para los tramos rectos.
En el siglo XIV se conocía este templo con el mote de el pintado, porque todos sus muros interiores estaban pintados en estilo mudéjar y con temas de la época como losanges, lazos, ladrillos pintados, etc. En el siglo XVI se modificó gran parte de las pinturas, cambiando con las nuevas tendencias renacentistas. las pinturas del ábside central son barrocas, con el Padre Eterno y los Evangelistas y se remiten a las reformas del siglo XVII.

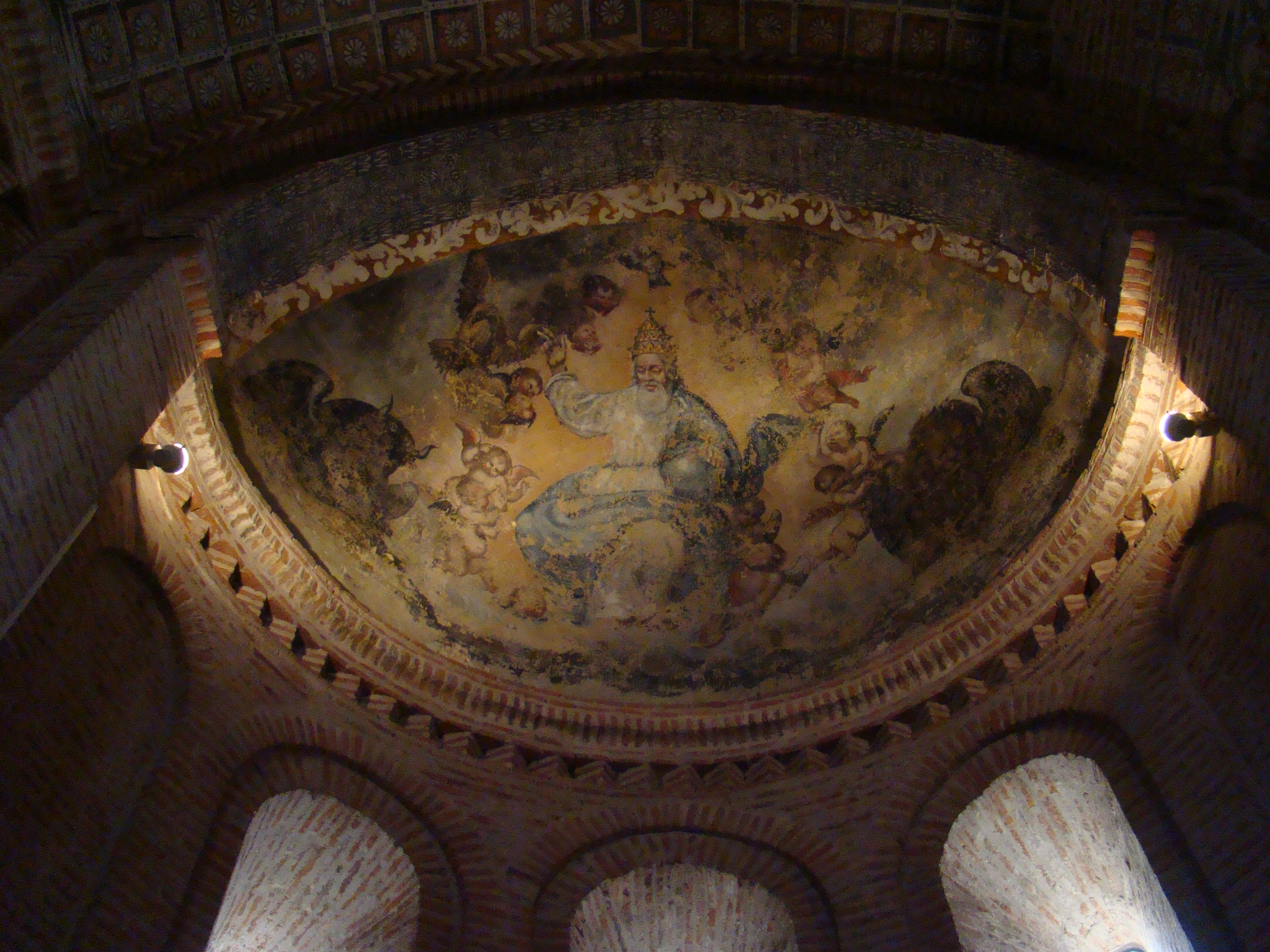
Ábside central con pinturas del siglo XVII.
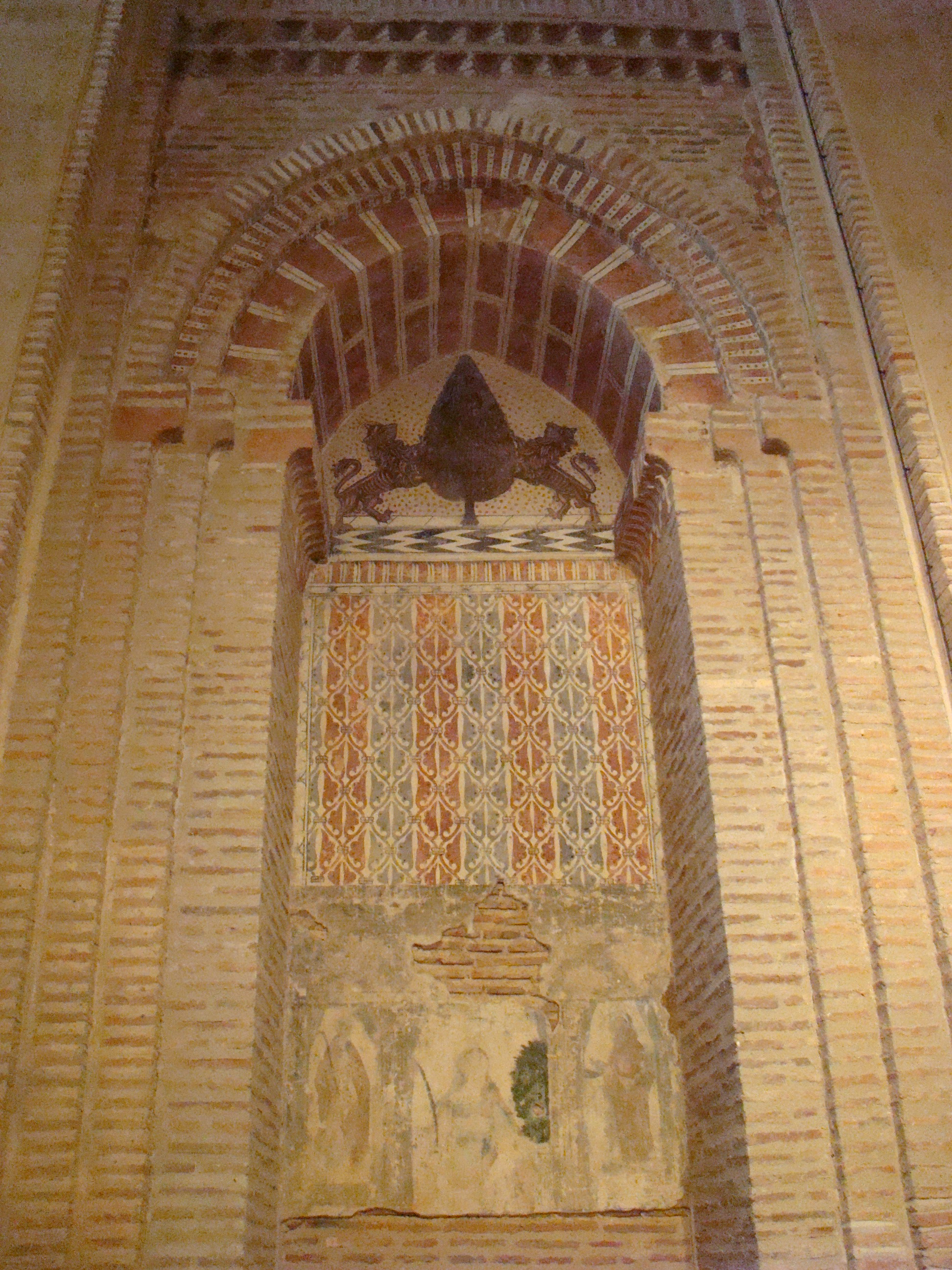
Nave central, pintura al fresco de estilo musulmán mudéjar.
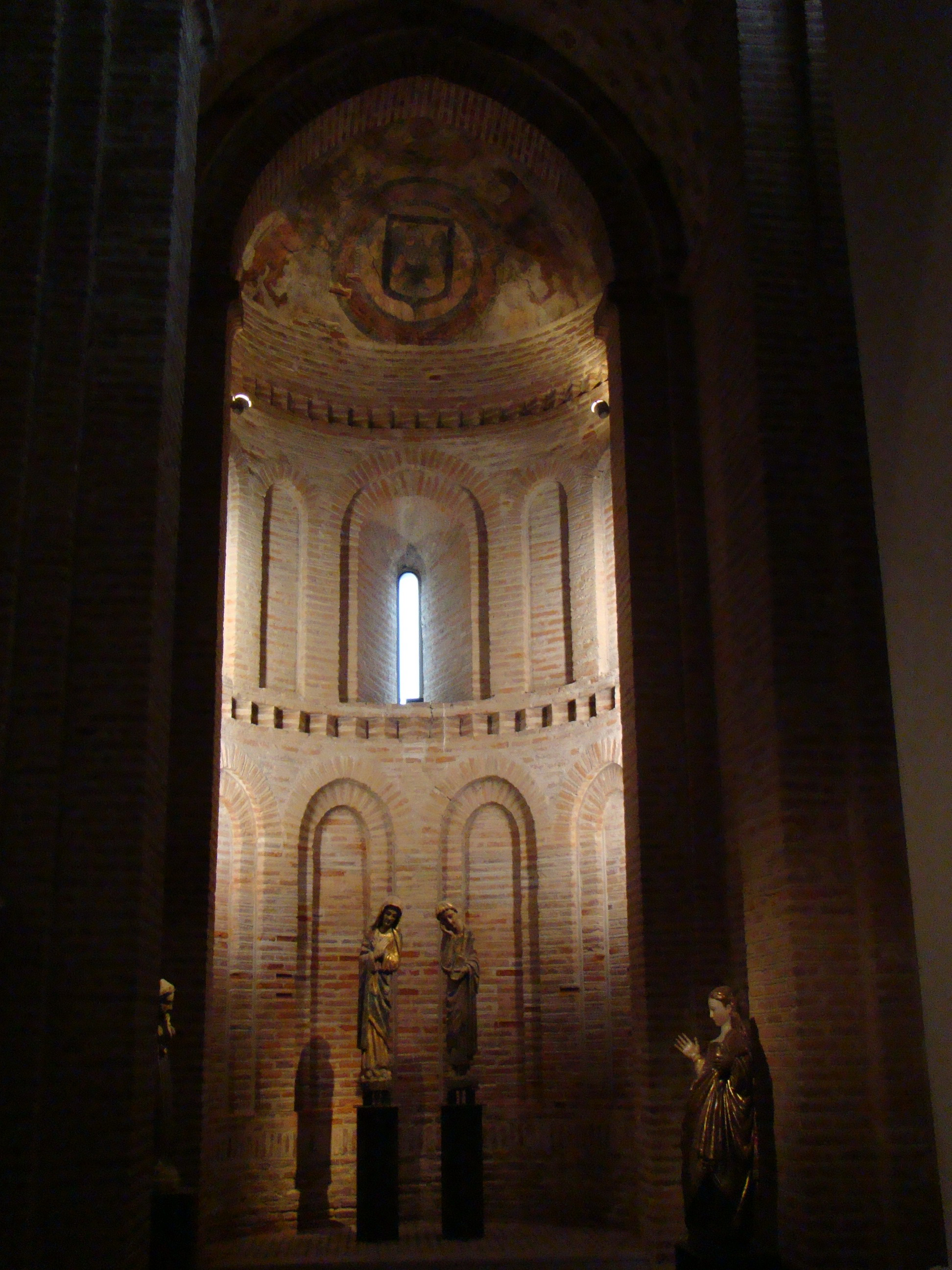
Pinturas del ábside de la Epístola del siglo XVI y piezas del museo.

## El museo
En 1991 firmaron un convenio la Junta de Castilla y León, el obispado de Zamora y el Ayuntamiento de Toro para poner en marcha un museo medieval en esta iglesia. El obispado cedió el edificio y dejó en depósito una buena parte de las obras de arte expuestas, obras que fue recopilando de parroquias cerradas o de ermitas solitarias y descuidadas o de iglesias con culto pero sin opción de una buena vigilancia y mantenimiento. La restauración y equipamiento corrió a cargo de la Consejería de Educación y Cultura de la Junta y el Ayuntamiento se ocupó y se ocupa de los gastos de gestión y mantenimiento.
Algunas de las piezas expuestas se encontraron en el transcurso de obras de restauración enterradas o emparedades en los respectivos templos. También se exponen algunos canecillos y capiteles del antiguo pórtico sur de la Colegiata de Toro que fue sustituido por un atrio en el siglo XVIII.

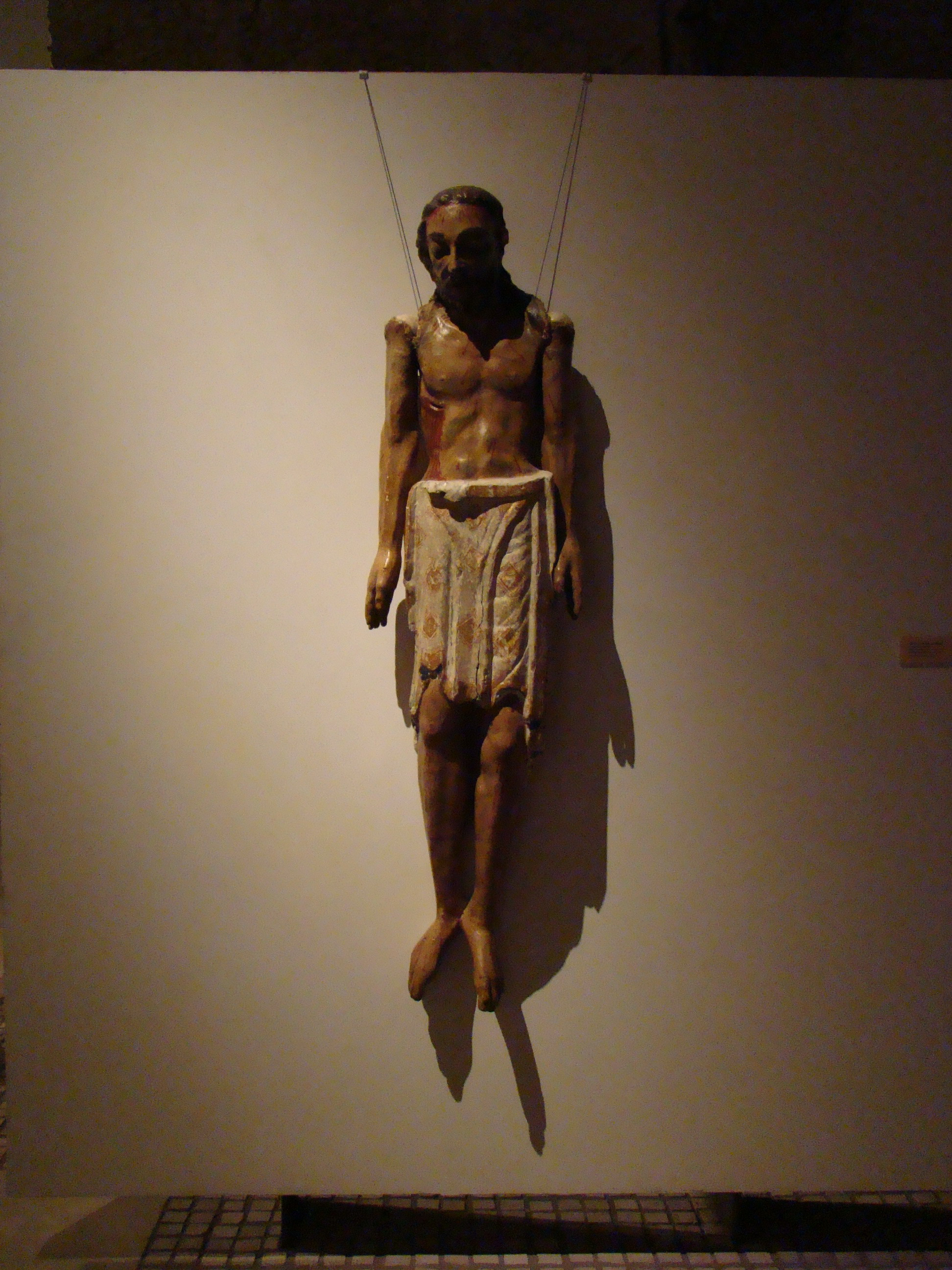
Cristo del siglo XIII, modificado y articulado en el siglo XVI, procedente de la iglesia de la Trinidad (Toro).
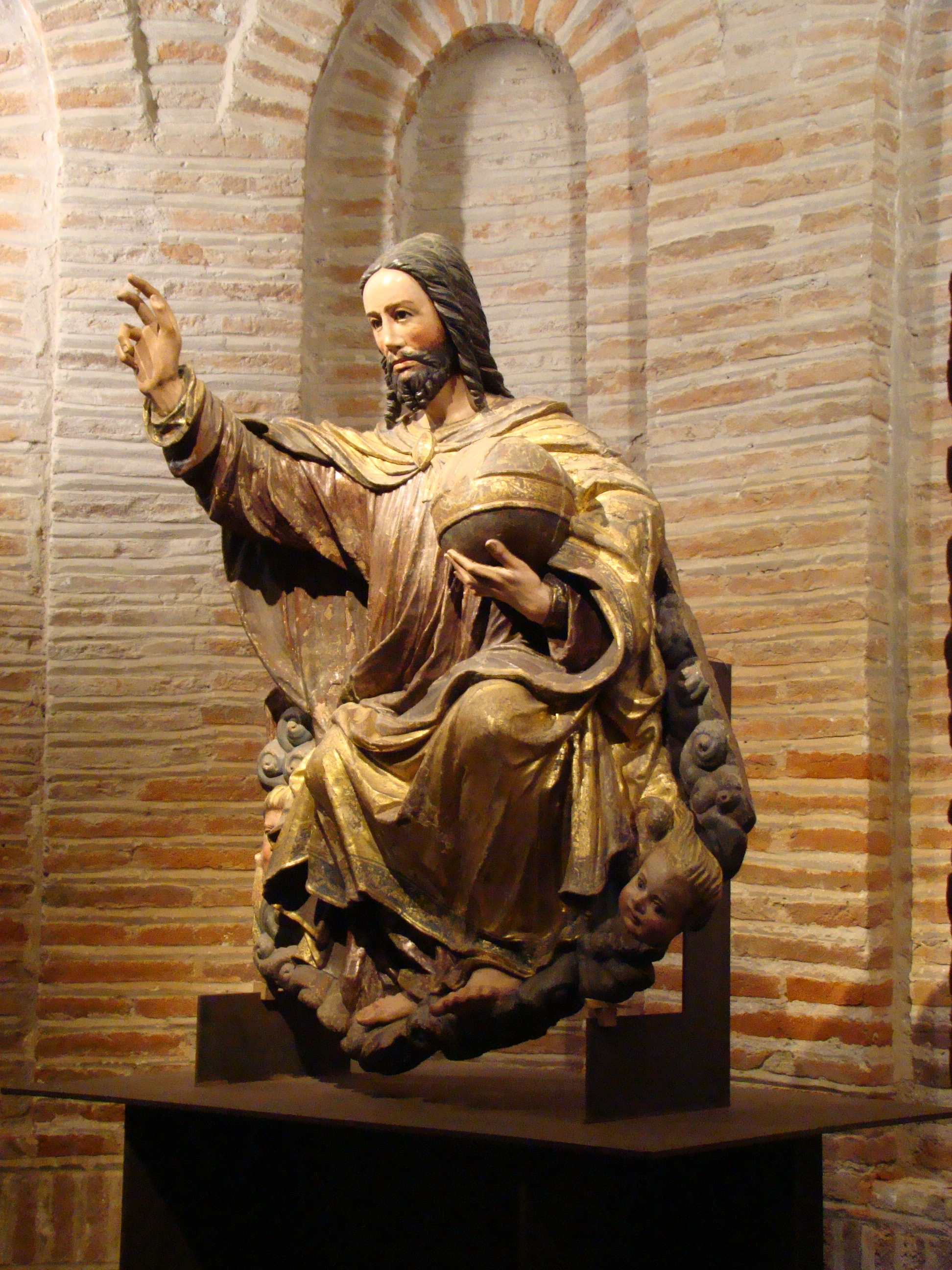
Imagen del Salvador del siglo XVI procedente de la localidad zamorana de Abezames.
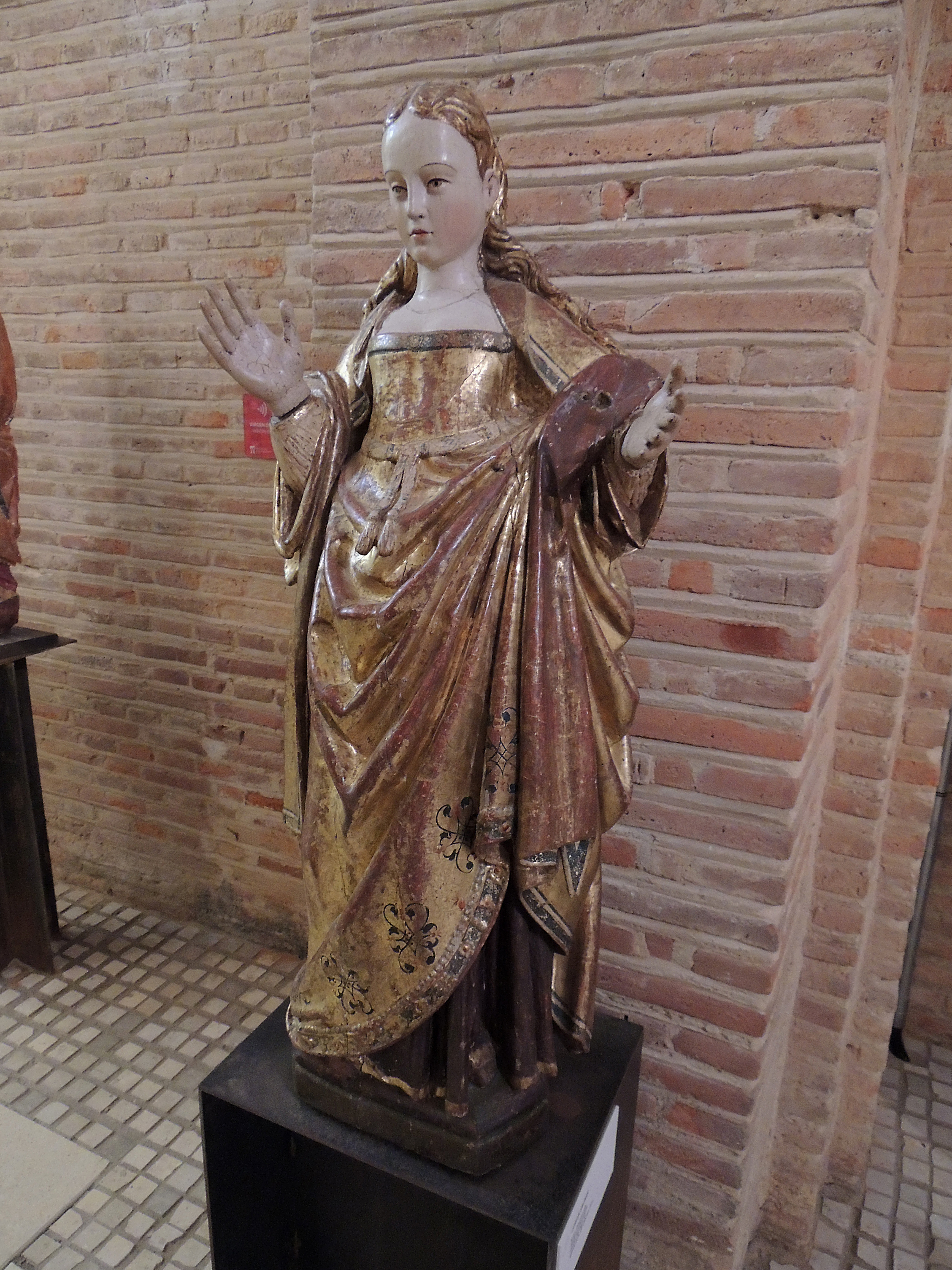
Virgen encinta del siglo XV, procedente de la iglesia de la Concepción (Toro).
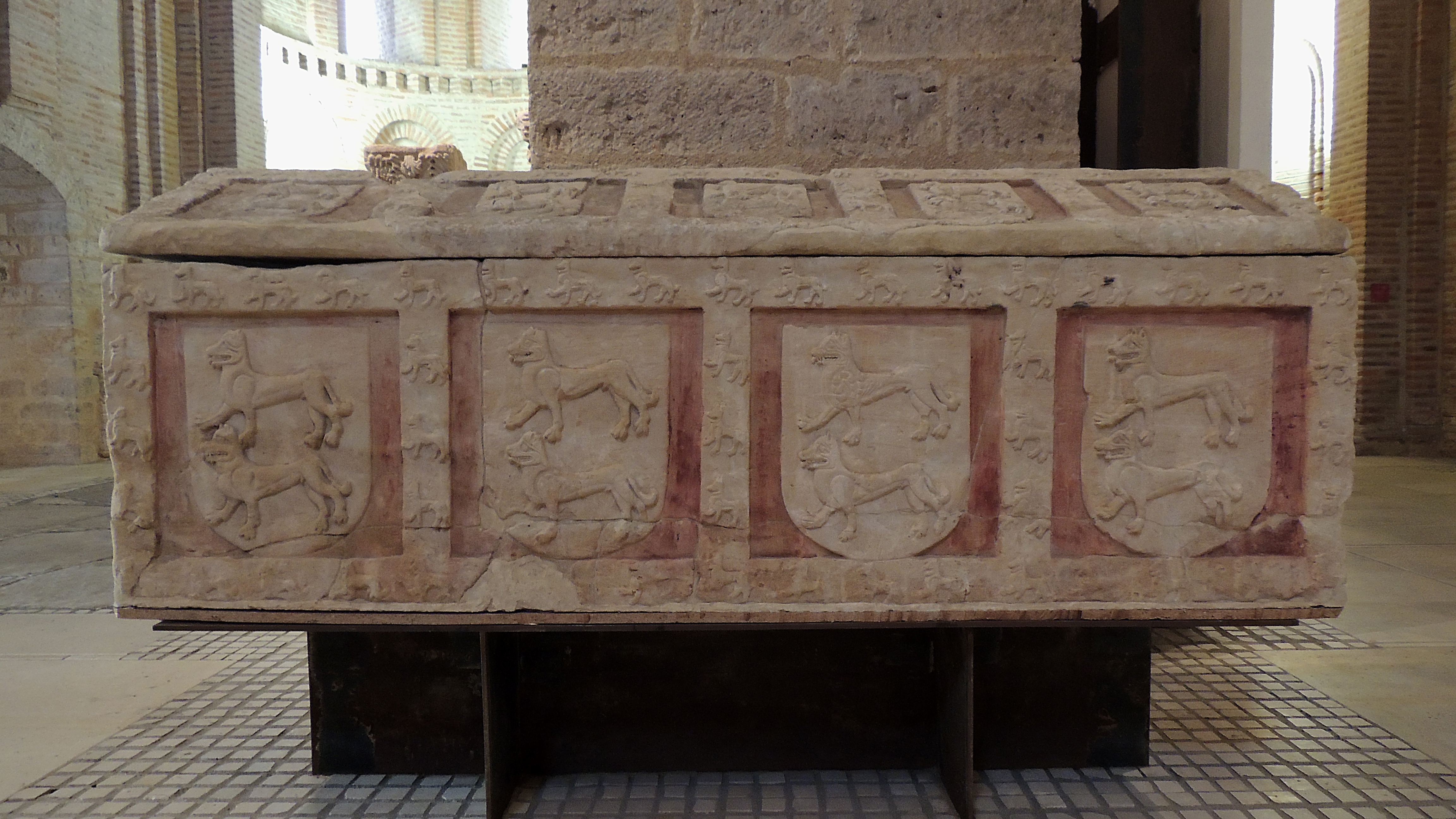
Sepulcro decorado con escudos y leones del siglo XIV, procedente de la iglesia del Santo Sepulcro (Toro).

## Horario
- VERANO: 10:00 h. a 13:00 h. y de 17:00 h. a 20:00 h.
- INVIERNO: 10:00 h. a 14:00 h. y de 16:30 h. a 18:30 h.